# Kyle of Lochalsh Line
De Kyle of Lochalsh Line is een spoorlijn in Schotland. De lijn verbindt Dingwall met Kyle of Lochalsh.
De Kyle of Lochalsh Line loopt van oost naar west dwars door de Schotse Hooglanden. Door de bijzondere lanschappen waardoorheen de treinen rijden, trekt de lijn veel toeristen. De lijn is niet geëlektrificeerd en is enkelsporig. Bij de stations van Dingwall, Garve, Achnasheen en Strathcarron zijn er twee sporen, zodat treinen elkaar kunnen passeren.
De passagiersdiensten worden uitgevoerd door Abellio ScotRail. De treinen rijden tussen Inverness in het oosten en Kyle of Lochalsh in het westen. Tot Dingwall rijden de treinen over de Far North Line. Eenmaal per week rijdt een trein door naar Aberdeen. In totaal rijden er op doordeweekse dagen en op zaterdag vier treinen per dag en op zondag één ('s zomers twee).
De lijn eindigt in Kyle of Lochalsh direct aan het water, waar vroeger de veerboot naar het eiland Skye vertrok. Tegenwoordig is Skye per brug bereikbaar.

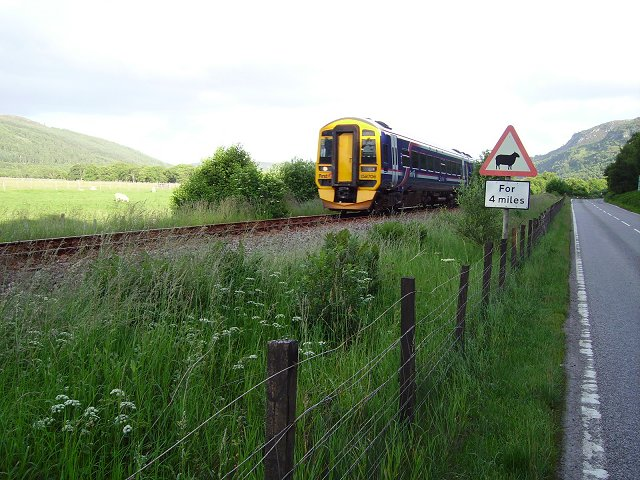
Trein op de Kyle of Lochalsh Line in de buurt van Garve
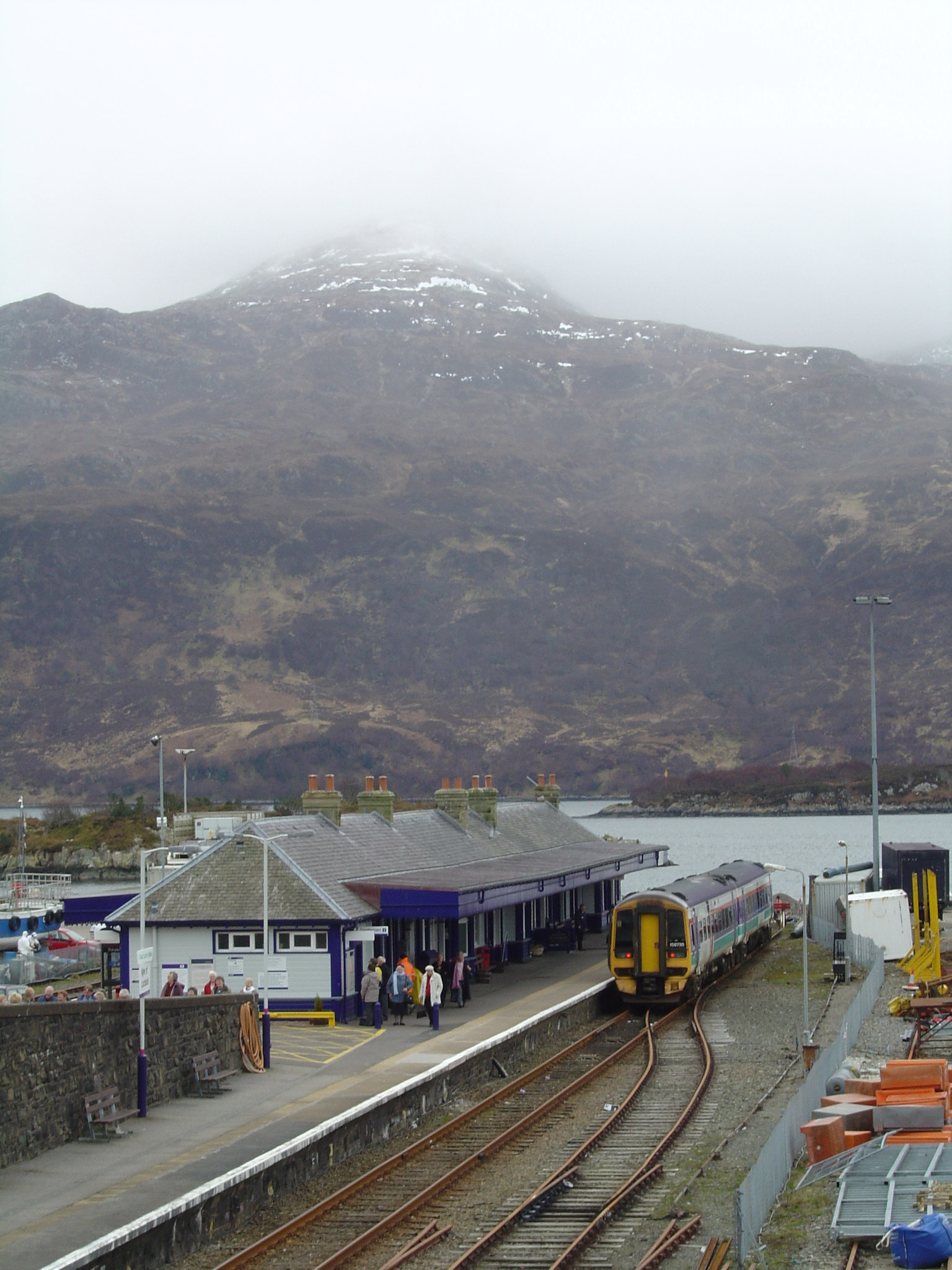
Station Kyle of Lochalsh